# Shurugwi
Shurugwi (ancienne Selukwe) est une ville du Zimbabwe située dans la province des Midlands. Sa population est estimée à 17 178 habitants en 2007.
Selukwe fut fondée en 1899 par la British South Africa Company et par la Willoughby's Consolidated Company. Son nom provient d'une colline de granit ovale située à proximité ayant la forme locale d'une porcherie (Selukwe). La ville fut le district de naissance du premier ministre Ian Douglas Smith, dirigeant le l'ex-République de Rhodésie. Renommé Shurigannina de 1963 à 1968, Selukwe prit son nom actuel de Shurugwi en 1982.

## Personnalitées liées à la communauté
- Ian Smith (1919-2007), homme politique.

## Source
- (en) Cet article est partiellement ou en totalité issu de l’article de Wikipédia en anglais intitulé « Shurugwi » (voir la liste des auteurs).